# Karuvanthuruthy
Karuvanthuruthy è una suddivisione dell'India, classificata come census town, di 20.767 abitanti, situata nel distretto di Kozhikode, nello stato federato del Kerala. In base al numero di abitanti la città rientra nella classe III (da 20.000 a 49.999 persone).

## Geografia fisica
La città è situata a 11° 19' 59 N e 75° 48' 60 E.

## Società

### Evoluzione demografica
Al censimento del 2001 la popolazione di Karuvanthuruthy assommava a 20.767 persone, delle quali 10.159 maschi e 10.608 femmine. I bambini di età inferiore o uguale ai sei anni assommavano a 2.590, dei quali 1.346 maschi e 1.244 femmine. Infine, coloro che erano in grado di saper almeno leggere e scrivere erano 16.886, dei quali 8.548 maschi e 8.338 femmine.